# Manfred Engel
Manfred Engel (* 1. März 1953 in Bamberg) ist ein deutscher Germanist und Literaturwissenschaftler.

## Leben
Nach dem Abitur 1972 studierte er Germanistik und Anglistik in Erlangen und Canterbury. Nach dem Staatsexamen 1978 für Lehramt an Gymnasien, der Promotion 1984 über Rainer Maria Rilkes Duineser Elegien und die moderne deutsche Lyrik. Zwischen Jahrhundertwende und Avantgarde bei Ulrich Fülleborn an der Universität Erlangen und der Habilitation 1990 in den Fächern Neuere Deutsche Literaturgeschichte und Vergleichende Literaturwissenschaft (Habilitationsschrift: Der Roman der Goethezeit) war er von 1990 bis 1997 Oberassistent und Privatdozent am Deutschen Seminar in Erlangen. Im Wintersemester 1993/1994 vertrat er eine Professur am Institut für Allgemeine und Vergleichende Literaturwissenschaft an der Universität München. Von 1995 bis 1997 war er Heisenberg-Stipendiat der DFG. 1997 wurde er zu apl. Professor in Erlangen ernannt. Von 1997 bis 2002 lehrte er als Universitätsprofessor an der FernUniversität Hagen. Seit Oktober 2002 war er Universitätsprofessor an der Universität des Saarlandes. Von 2004 bis 2010 war er Mitglied im "Executive Council" der international Comparative Literature Association (ICLA). Im April 2005 erhielt er den Ruf auf den Taylor Chair of the German Language and Literature der Universität Oxford. Von 2006 bis 2009 war er beurlaubt an der Universität des Saarlandes zur Übernahme des Taylor Chair an der Universität Oxford. Von 2018 bis 2019 war er Seniorprofessor an der Universität des Saarlandes.

## Schriften (Auswahl)
- Rainer Maria Rilkes „Duineser Elegien“ und die moderne deutsche Lyrik. Zwischen Jahrhundertwende und Avantgarde. Stuttgart 1986, ISBN 3-476-00589-5.
- Der Roman der Goethezeit. Anfänge in Klassik und Frühromantik. Transzendentale Geschichten. Stuttgart 1993, ISBN 3-476-00858-4.